# Farmingdale (hrabstwo Kennebec)
Farmingdale – jednostka osadnicza w Stanach Zjednoczonych, w stanie Maine, w hrabstwie Kennebec.